# Les Feux sauvages
Pour plus de détails, voir Fiche technique et Distribution.
Les Feux sauvages (en chinois : 风流一代 ; pinyin : Fēngliú yīdài ; litt. « Génération romantique ») est un film chinois réalisé par Jia Zhangke, sorti en 2024.
Il est présenté en compétition officielle au Festival de Cannes 2024.

## Synopsis
En 2001, à Datong, dans le nord de la Chine, Qiao Qiao, chanteuse de club, entretient une relation avec son manager Bin.
Lorsque ce dernier décide de quitter la ville pour chercher de nouvelles opportunités dans une autre province, il promet à Qiao Qiao de la faire venir dès qu’il aura réussi.
Après un certain temps sans nouvelles, Qiao Qiao part à sa recherche, traversant notamment la région du barrage des Trois-Gorges, puis la province du Guangdong. Bin tente divers métiers, dont certains liés à des affaires douteuses. Lorsque Qiao Qiao retrouve Bin, elle met fin à leur relation. Plusieurs années plus tard, en 2022, ils se retrouvent à Datong, alors que la Chine est marquée par la pandémie de Covid-19.

## Production

### Développement
Le film est conçu par Jia Zhangke pendant la longue période de quarantaine liée à la pandémie de Covid-19 en Chine, une situation qui l’incite à revisiter et assembler des séquences tournées sur plus de vingt ans, issues de ses précédents films comme Still Life (2006) et Unknown Pleasures, ainsi que de nombreuses images d’archives et documentaires capturées en marge de ses tournages,. Ce processus créatif, entamé dès 2001 sous le titre provisoire Man with a Digital Camera, visait d’abord à documenter l’énergie et les bouleversements de la Chine au tournant du millénaire, sans scénario prédéfini, en laissant la structure émerger du matériau filmé.
Certaines séquences provenant de Still Life et d’autres archives ont été remontées, parfois rendues muettes, pour s’intégrer à la narration du film. Ce choix confère au personnage de Qiao Qiao, incarné par Zhao Tao, une présence quasi silencieuse tout au long du film, accentuant la dimension introspective et la transformation du personnage, reflet de l’évolution de l’actrice et de la collaboration artistique entre Jia Zhangke et Zhao Tao.
En mars 2023, Jia Zhangke annonce le projet de long métrage 风流一代 (littéralement « Génération romantique »), réalisé et co-scénarisé avec Wan Jiahuan, avec Zhao Tao dans le rôle principal, produit par Ichiyama Shozo et Casper Liang Jiayan. En juin, le titre anglais We Shall Be All est dévoilé, avant d’être finalement remplacé par Caught by the Tides lors de la sélection du film au Festival de Cannes 2024.

## Fiche technique
Sauf indication contraire, les informations mentionnées dans cette section peuvent être confirmées par la base de données cinématographiques IMDb,  présente dans la section « Liens externes ».
- Titre original : 风流一代
- Titre international : Caught by the Tides
- Titre français : Les Feux sauvages
- Réalisation : Jia Zhangke
- Scénario : Wan Jiahuan et Jia Zhangke
- Musique : Lim Giong[5]
- Décors : Liang Jingdong, Liu Qiang, Ye Qiusen et Liu Weixin[5]
- Photographie : Yu Lik-wai et Éric Gautier[5]
- Son : Zhang Yang[5]
- Montage : Yang Chao, Matthieu Laclau et Xudong Lin[5]
- Production : Ichiyama Shozo et Casper Liang Jiayan[1]
- Société de production : Xstream Pictures[1]
- Sociétés de distribution : n/a (Chine) ; Ad Vitam Distribution (France)
- Pays de production :  Chine
- Langue originale : mandarin
- Format : couleur
- Genre : drame
- Durée : n/a
- Dates de sortie :
  - France : 18 mai 2024 (Festival de Cannes) ; 8 janvier 2025 (sortie nationale)[6]
  - Suisse : 26 janvier 2025 au festival Black Movie, 29 janvier 2025 aux cinémas du Grütli et à la Cinémathèque suisse[3].

## Distribution
- Zhao Tao : Qiao Qiao
- Li Zhubin : Guao Bin
- Pan Jianlin
- Lan Zhou
- Zhou You
- Mao Tao
- Ren Ke (zh)

## Distinctions

### Sélection
- Festival de Cannes 2024 : sélection officielle, en compétition